# Chalcosyrphus
Chalcosyrphus is een geslacht uit de familie van de zweefvliegen (Syrphidae).

## Soorten
- C. althaea (Hull, 1943)
- C. anomala (Shannon, 1925)
- C. anthreas (Walker, 1849)
- C. arcticus (Curran, 1941)
- C. aristata (Johnson, 1929)
- C. astarte (Hull, 1943)
- C. azureus (Fluke, 1953)
- C. brevipilosus (Shannon, 1926)
- C. carri (Curran, 1941)
- C. cascadensis (Weems, 1965)
- C. curvarius (Curran, 1941)
- C. depressa (Shannon, 1925)
- C. dubia (Shannon, 1926)
- C. eumerus (Loew, 1869)
- C. eunotus (Loew, 1873) – Gestreepte molmzweefvlieg
- C. femoratus (Linnaeus, 1758)
- C. flexus (Curran, 1941)
- C. inarmatus (Hunter, 1897)
- C. jacobsoni (Stackelberg, 1921)
- C. libo (Walker, 1849)
- C. metallica (Wiedemann, 1830)
- C. metallifera (Bigot, 1883)
- C. nemorum (Fabricius, 1805)  – Korte bladloper
- C. nigripes (Zetterstedt, 1838)

- C. nigromaculata (Jones, 1917)
- C. nitidus (Portschinsky, 1879)
- C. ontario (Curran, 1941)
- C. pannonicus (Oldenberg, 1916)
- C. parvus (Williston, 1887)
- C. piger (Fabricius, 1794) – Roodpuntbladloper
- C. plesia (Curran, 1925)
- C. primavera (Hull, 1944)
- C. rufipes (Loew, 1873)
- C. sacajaweae (Shannon, 1926)
- C. satanica (Bigot, 1883)
- C. valgus (Gmelin, 1790)  – Kleine rooddij-bladloper
- C. vecors (Osten Sacken, 1875)
- C. violascens (Megerle, 1803)